# 전설의 주먹
《전설의 주먹》은 2013년 4월 10일에 개봉한 대한민국의 강우석 감독의 액션 영화이다.

## 줄거리
학창시절, 화려한 무용담들을 남기며 학교를 평정했던 파이터들 중 진짜 최강자는 누구였을까? 한때 ‘전설’이라 불렸던 그들이 맞붙어 승부를 가리는 TV파이트 쇼 ‘전설의 주먹’. 세월 속에 흩어진 전국 각지의 파이터들이 하나 둘씩 등장하고, 쇼는 이변을 속출하며 뜨겁게 달아오른다. 그리고 화제 속에 등장한 전설의 파이터 세 사람에 전국민의 시선이 집중된다. 복싱 챔피언의 꿈이 눈 앞에서 좌절된, 지금은 혼자서 딸을 키우는 국수집 사장 임덕규(황정민) 카리스마 하나로 일대를 평정했던, 지금은 출세를 위해 자존심까지 내팽개친 대기업 부장 이상훈(유준상) 남서울고 독종 미친개로 불렸던, 지금도 일등을 꿈꾸지만 여전히 삼류 건달인 신재석(윤제문) 말보다 주먹이 앞섰던 그 시절, 예기치 못한 사건으로 각자의 삶을 살던 세 친구들의 비하인드 스토리까지 밝혀지면서 전국은 ‘전설의 주먹’ 열풍에 휩싸인다. 마침내 역대 최고의 파이터들이 8강 토너먼트를 통해 우승상금 2억 원을 놓고 벌이는 최후의 파이트 쇼 ‘전설대전’의 막이 오르고… 이제 자기 자신이 아닌 그 누군가를 위해 인생의 마지막 승부를 건 세 친구의 가슴 뜨거운 대결이 다시 시작된다. 진짜 전설은 지금부터다.

## 캐스팅
- 황정민 - 임덕규 역
- 유준상 - 이상훈 역
- 이요원 - 홍규민 역
- 윤제문 - 신재석 역
- 정웅인 - 손진호 역
- 성지루 - 서강국 역
- 강성진 - MC 역
- 강신일 - 조국장 역
- 위양호 - 제이슨 역
- 서범식 - 최중만 역
- 박정민 - 덕규 (과거) 역
- 구원 - 상훈 (과거) 역
- 박두식 - 재석 (과거) 역
- 이정혁 - 진호 (과거) 역
- 김영옥 - 장모 역
- 지우 - 임수빈 역
- 이은정 - 처제 1 역
- 김연수 - 처제 2 역
- 권현상 - FD 1 역
- 어성욱 - FD 2 역
- 김방률 - FD 3 역
- 김선하 - 작가 1 역
- 권은수 - 작가 2 역
- 박지훈 - 프로선수 정상호 역
- 장지용 - 레프리 역
- 지성환 - 전설대전 송정민 역
- 정일원 - 김진수 역
- 서장석 - 나혁순 역
- 양태열 - 유태경 역
- 장원종 - 전설의 주먹 김봉철 역
- 양해길 - 박철수 역
- 김이호 - 홍상균 역
- 정봉연 - 백승관 역
- 최춘범 - 민영기 역
- 서지오 - 김상록 역
- 권지훈 - 윤성진 역
- 김종수 - 민주일보 편집국장 역
- 정두겸 - CM그룹이사 역
- 서병덕 - CM그룹이사 역
- 김희열 - CM그룹이사 역
- 육효명 - CM그룹이사 역
- 이인성 - 수빈학교 일진짱 역
- 최효은 - 은수 역
- 정성일 - 일진들 (현재) 역
- 변준우 - 일진들 (현재) 역
- 이빛나 - 일진들 (현재) 역
- 엄혜수 - 일진들 (현재) 역
- 안수호 - 은수아빠 역
- 박성균 - 사당고 동창회장 역
- 박진우 - 장준수 (현재) 역
- 김대호 - 사당고 동창생들 역
- 최영 - 사당고 동창생들 역
- 정기섭 - 사당고 동창생들 역
- 김태수 - 재석 후배건달 (현재) 역
- 김인호 - 국정원요원 역
- 정찬성 - 국정원요원 역
- 이철민 - 안용철 (과거) 역
- 원웅재 - 최관장 (과거) 역
- 이석구 - 복싱대회심판장 (과거) 역
- 최정진 - 심판 (과거) 역
- 이정훈 - 장내아나운서 (과거) 역
- 금동현 - 형사 (과거) 역
- 김영기 - 형사 (과거) 역
- 김정수 - 경찰서장 (과거) 역
- 손승원 - 준수 (과거) 역
- 한철우 - 사당고학생주임 (과거) 역